# Láminas de Pirgi
Las láminas de Pirgi son tres láminas de oro con inscripciones en etrusco y fenicio. Fueron encontradas en Pirgi, junto al templo B del yacimiento, cerca de la ciudad de Caere (la actual Cerveteri), y datan aproximadamente del 500 a. C. En la actualidad se encuentran en el Museo Nacional Etrusco de Roma.

## Historia
Descubiertas el 8 de julio de 1964 durante la campaña de excavaciones dirigida por Massimo Pallotino cerca de Santa Severa, en el yacimiento arqueológico etrusco de Pirgi. La ciudad, era uno de los puertos de Caere Vetus, situada al suroeste de esta, siendo entre los siglos VI a. C. y IV a. C. uno de los más importantes lugares de escala comercial de la cuenca mediterránea; asimismo poseía al menos dos santuarios de relevancia internacional: un templo de finales del siglo VI a. C. dedicado a Uni/Astarté (denóminado Templo B en el área de excavación) y un templo de la primera mitad del siglo V a. C. dedicado a Thesan/Leucótea (Templo A).
Las tres láminas, que miden alrededor de unos 20 cm de alto y unos 10 de ancho, fueron encontradas cerca del Templo B, datando aproximadamente a finales del siglo VI a. C. o al inicio del siglo V a. C. Estas contienen un texto en fenicio y dos en etrusco, dando testimonio de la consagración del templo a la diosa fenicia Astarté en el texto fenicio y a la etrusca Uni en el etrusco por parte de Thefarie Velianas, magistrado supremo de la ciudad de Caere, pero no son propiamente dos textos bilingües en cuanto que presentan algunas diferencias de contenido.
Los dos textos más largos ―una lámina con inscripciones en etrusco de 16 líneas y 36 o 37 palabras y otra de 10 líneas en fenicio― son las que con mayor similitud presentan alguna frase idéntica; pero si el texto en fenicio ofrece la motivación de la consagración (Thefarie Velianas rinde homenaje a la diosa por su posición al frente del gobierno de la ciudad), el etrusco da más importancia a la ceremonia de culto. La tercera lámina ―con 9 líneas de texto en etrusco― resume brevemente la dedicatoria.
Las láminas de Pirgi han posibilitado a los estudiosos el tener una comprensión parcial de la lengua etrusca, tal como la famosa piedra de Rosetta ―que permitió el casi total desciframiento de los jeroglíficos egipcios―. De todos modos no se las compara ―por la imperfecta correspondencia de contenido de las primeras, así como por su claramente inferior extensión―.
Los textos en dos lenguas constituyen un documento único de las estrechas relaciones del pueblo etrusco mantenidas con Cartago y de la influencia de esta última en Etruria ―con un líder etrusco, Thefarie Velianas, afín a los púnicos en un intento de crear una red antihelenica en el Tirreno― formando un contexto histórico-lingüístico hacia otros textos coetáneos probablemente bilingües como el primer tratado entre romanos y cartagineses firmado, por la República romana, por el cónsul Lucio Junio Bruto en el 505 a. C. y mencionado por Polibio en su Historia (Pol., Hist. 3,22).

## Traducción

### Primera lámina en etrusco

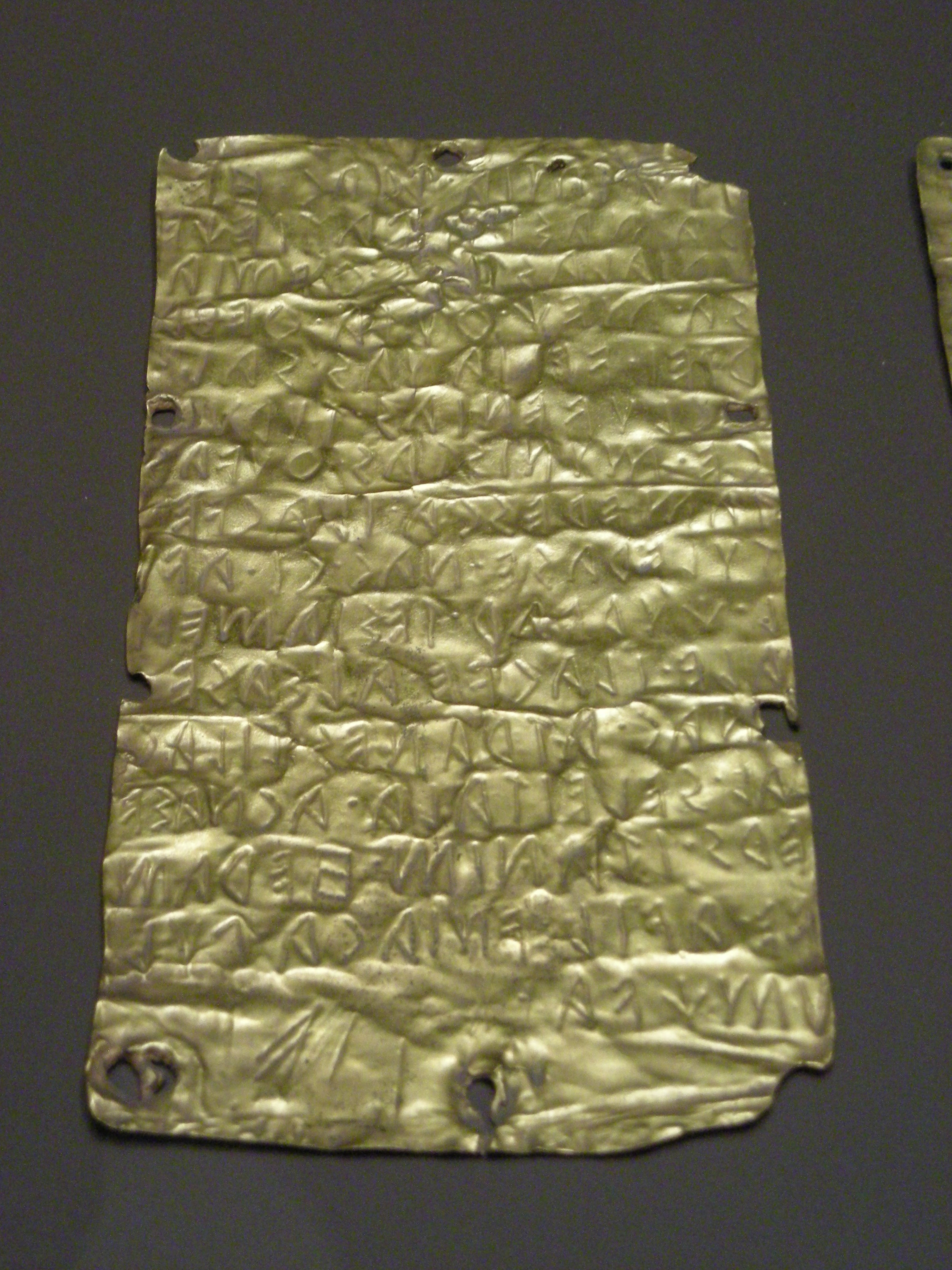
Lámina en etrusco 1.

| Texto literal de la lámina ita. tmia. icac. he ramašva[.] vatiexe unialastres. θemia sa. mex. θuta. θefa rie[i]. velianas sal cluvenias. turu ce munistas. θuvas tameresca. ilacve. tulerase. nac. ci. avi l. xurvar. teiameita le. ilacve. alšase nac atranes zilac al seleitala. acnavš ers. itanim heram(a´ s) ve. avil eniaca. pul umxva | Texto en etrusco Ita tmia ica-c heramašva vat-ieχ-e Uni-al Astre-s, θem-iasa meχ θuta. Θefariei Velianas sal cluvenia-s tur-uc-e. Muni-s ta-s θuva-s tamer-es ca ilacv-e tuler-as-e. Nac ci avil χurvar, tešiam-ei tal-e, ilacv-e alš-as-e. Nac atran-es zilac-al, sel-ei tala acnaš-ver-s. Itan-i-m heramv-e, avil en-iac-a pulumχva. |

Traducción:

Este templo y estos edificios sagrados
han sido pedidos por Uni en su provecho. Habiéndolos construido a sus expensas
Thefarie Veelianas como ofrenda los ha donado,
de este lugar guardián de la cella, en la fiesta
del mes Tulera, cuando tres años plenos eran
del día Thesiasme
de la fiesta del mes Alsa,
cuando alcanza la magistratura grande.
Del lugar sagrado en verdad en el santuario
los años son cuantos estas bulas.

### Segunda lámina en etrusco

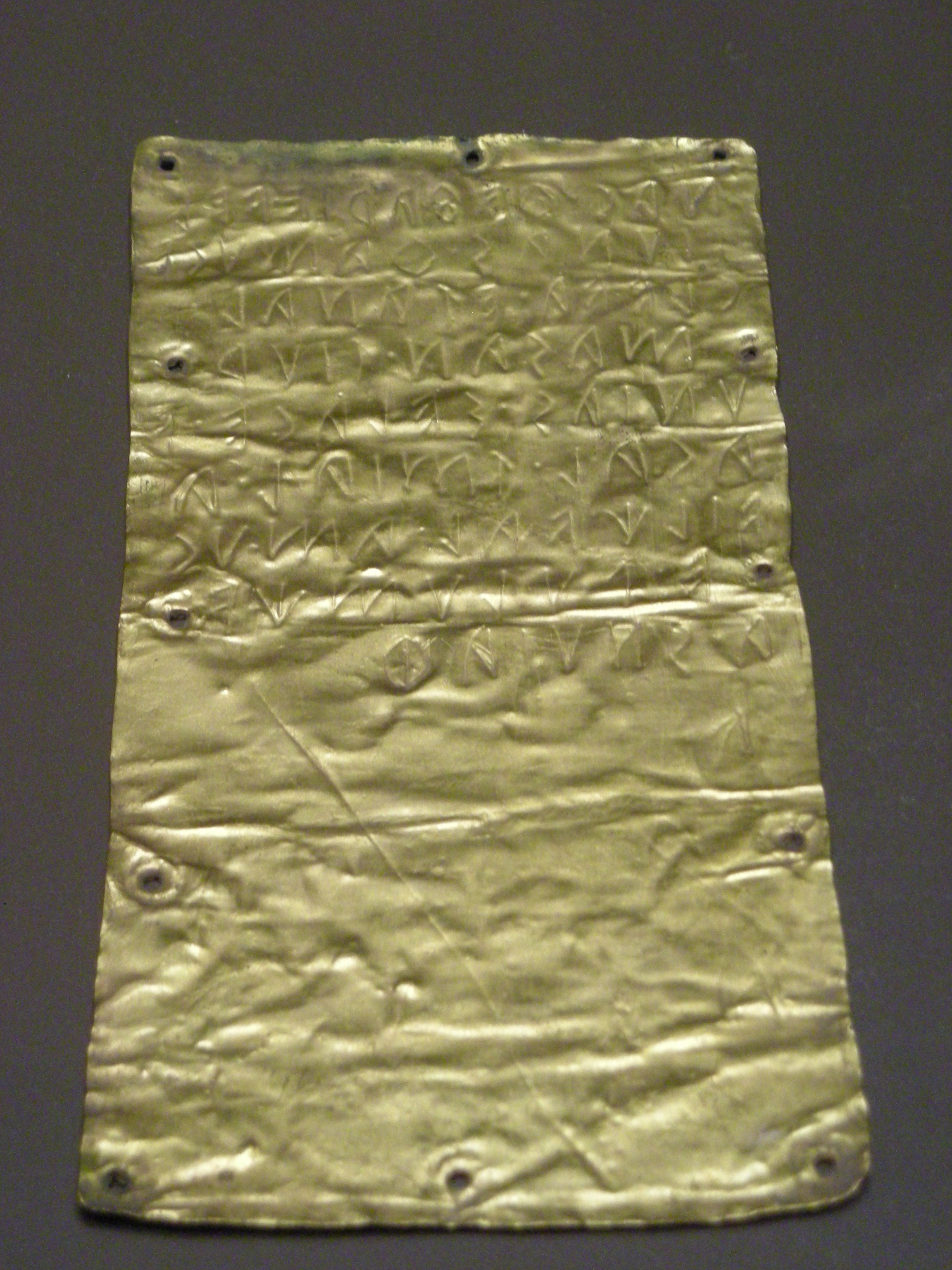
Lámina en etrusco 2.

| Texto literal de la lámina NAC.ΘEFARIE.VEL IIUNIAS.ΘAMUCE CLEVA.ETANAL MASAN.TIUR UNIAS.šELACE.V ACAL.TMIAL.A VILXVAL.AMUC E.PULUMXV A.SNUIAΦ | Texto en etrusco Nac Θefarie Veliiunas θam-uc-e cleva etan-al Masan tiur, Uni-as šel-ac-e. Vacal tmia-l avilχva-l am-uc-e pulumχva snuia-φ. |

Traducción:

Cuando Thefarie Veelianas construyó la estatua del santuario en el mes de Masan, Uni fue complacida
Los votos del templo serán tantos años como las estrellas

### Tercera lámina en fenicio

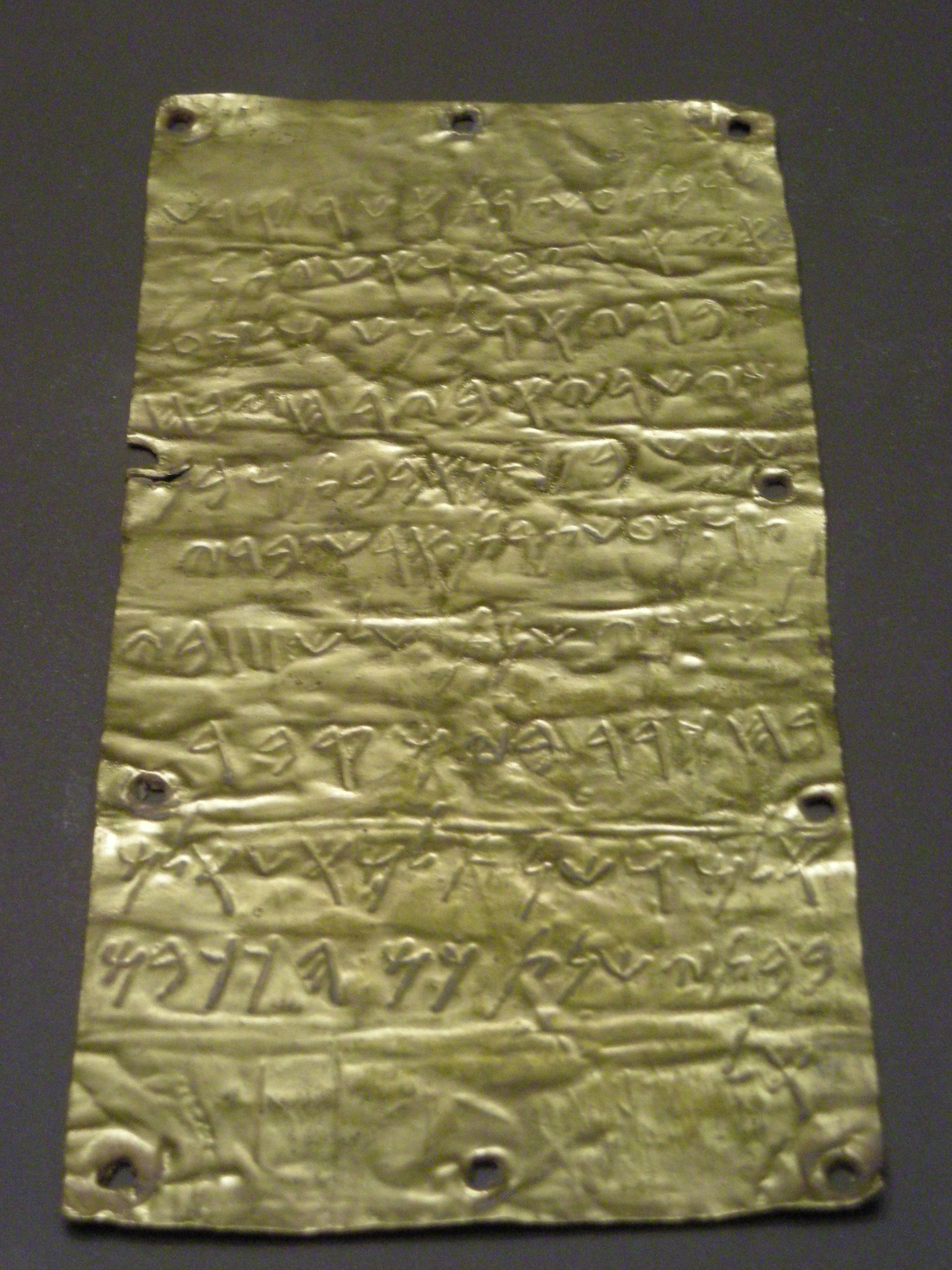
Lámina en fenicio.

| Texto literal de la lámina lrbt l‘štrt ’šr qdš ’z ’š p‘l w’š ytn tbry wln mlk’l kyšry byrħ zbħ šmš bmtn ’bbt wbn tw k‘štrt ’rš bdy lmlky šnt šlš 3 by rħ krr bym qbr ’lm wšnt lm’š ’lm bbty šnt km hkkbm |

Traducción:

A la señora Astarte. Este es el lugar sagrado
que ha hecho y que ha donado
Tbry' Wlnš [Thefarie Veelianas], reinando en Kysry' [Caere]
en el mes del Sacrificio a Shemesh [dios sol], como ofrenda en el santuario.
Y él ha construido la cella porque Astarte ha pedido
por medio de él que reinase tres años,
en el mes de Krr, en el día del sepelio de la divinidad.
Y los años del lugar sagrado donado a la divinidad
en el santuario de ella son tantos años como las estelas estas.